# Antonow An-10
Die Antonow An-10 (NATO-Codename: Cat, deutsch Katze) ist ein sowjetisches Passagierflugzeug des Konstruktionsbüros Antonow. Es wurde parallel zu den beiden militärischen Frachtmaschinen Antonow An-8 und An-12 entwickelt. Aeroflot war der einzige Betreiber des Typs.
Der hohe Leistungsüberschuss der vier Triebwerke und das robuste Fahrwerk erlaubten es, auch auf sehr kurzen unbefestigten Pisten zu starten und zu landen.

## Geschichte
Die An-10 entstand aufgrund eines Beschlusses des Ministerrats vom 30. November 1955, auf Basis der An-12 eine Passagiermaschine zu entwickeln. Ziel war ein universelles Flugzeug für den Passagier- und Frachttransport. Die Auslegungsreichweite lag bei 500 bis 3500 km. Es waren 85 Sitzplätze, Staumöglichkeiten für Gepäck, Küche und Toilette vorgesehen. Die Maschine ließ sich auch als kombinierter Frachter mit 52 Passagiersitzen und 9.080 kg Fracht oder als reines Frachtflugzeug mit 15.050 kg Fracht ausrüsten. Dazu wurden das Heck umkonstruiert und die Heckladerampe sowie der Waffenstand weggelassen. Die Weiterentwicklung dauerte lediglich 15 Monate.
Der Erstflug des als Ukraina (Ukraine) betitelten Prototyps mit dem (kyrillischen) Kennzeichen СССР–У1957 fand mit Jakow I. Wernikow am 7. März 1957 in Kiew statt. Der zweite Prototyp folgte am 5. November 1957. Es zeigten sich Stabilitätsprobleme, die das Projekt verzögerten. Es folgten umfangreiche Flugerprobungen, die sich bis zum Juni 1959 hinzogen. Nachdem unter dem Rumpfheck und am Höhenleitwerk zusätzliche Stabilisierungsflossen angebracht worden waren, konnten die Erprobungen letztlich erfolgreich abgeschlossen werden. Die Produktion fand im Werk Nr. 64 in Woronesch statt. Im Dezember 1959 erfolgte die Auslieferung des ersten Serienmusters.
Auf der Weltausstellung 1958 wurde der Typ mit einer Goldmedaille ausgezeichnet. Im Jahr 1959 nahmen drei Maschinen an der Luftparade in Tuschino teil. Einsatzflüge fanden bereits im Frühjahr 1959 statt. Versuchsweise wurden im Sommer 1959 Prototypen im Liniendienst der Aeroflot eingesetzt. Am 17. Dezember 1959 flog eine An-10 als Geschenk Nikita Chruschtschows an Dwight D. Eisenhower über den Pazifik.
Die An-10A ist eine Weiterentwicklung mit einer Sitzplatzkapazität von 100 Sitzen. Die äußere Form wurde dabei nicht verändert, jedoch kamen Triebwerke des Typs AI-20A mit geänderten Luftschrauben des Typs AW-68I zum Einsatz. Die Serienfertigung der An-10A fand in den Jahren 1959 und 1960 statt. Im Jahr 1969 wurden 22 Maschinen dieses Typs in hochdichter Bestuhlung für den Transport von bis zu 115 Personen umgebaut.
Am 14. Juli 1960 erfolgte ein Beweis der besonderen Leistungsfähigkeit dieses Typs, als es in einem Testflug gelang, mit nur einem arbeitenden Triebwerk die Maschine in der Luft zu halten. Am 29. April 1961 folgte mit 730,616 km/h ein Geschwindigkeitsweltrekord über 500 km in geschlossener Bahn für propellerturbinengetriebene Flugzeuge.
In den Jahren 1957 bis 1960 wurden insgesamt 108 Maschinen der Muster An-10 und An-10A in Woronesch hergestellt. Bis 1971 wurden etwa 35 Millionen Passagiere und 1,2 Millionen Tonnen Fracht befördert.
Nachdem bei den Flugzeugen Materialermüdung festgestellt worden war, wurden 1973 alle Maschinen stillgelegt.

## Konstruktion

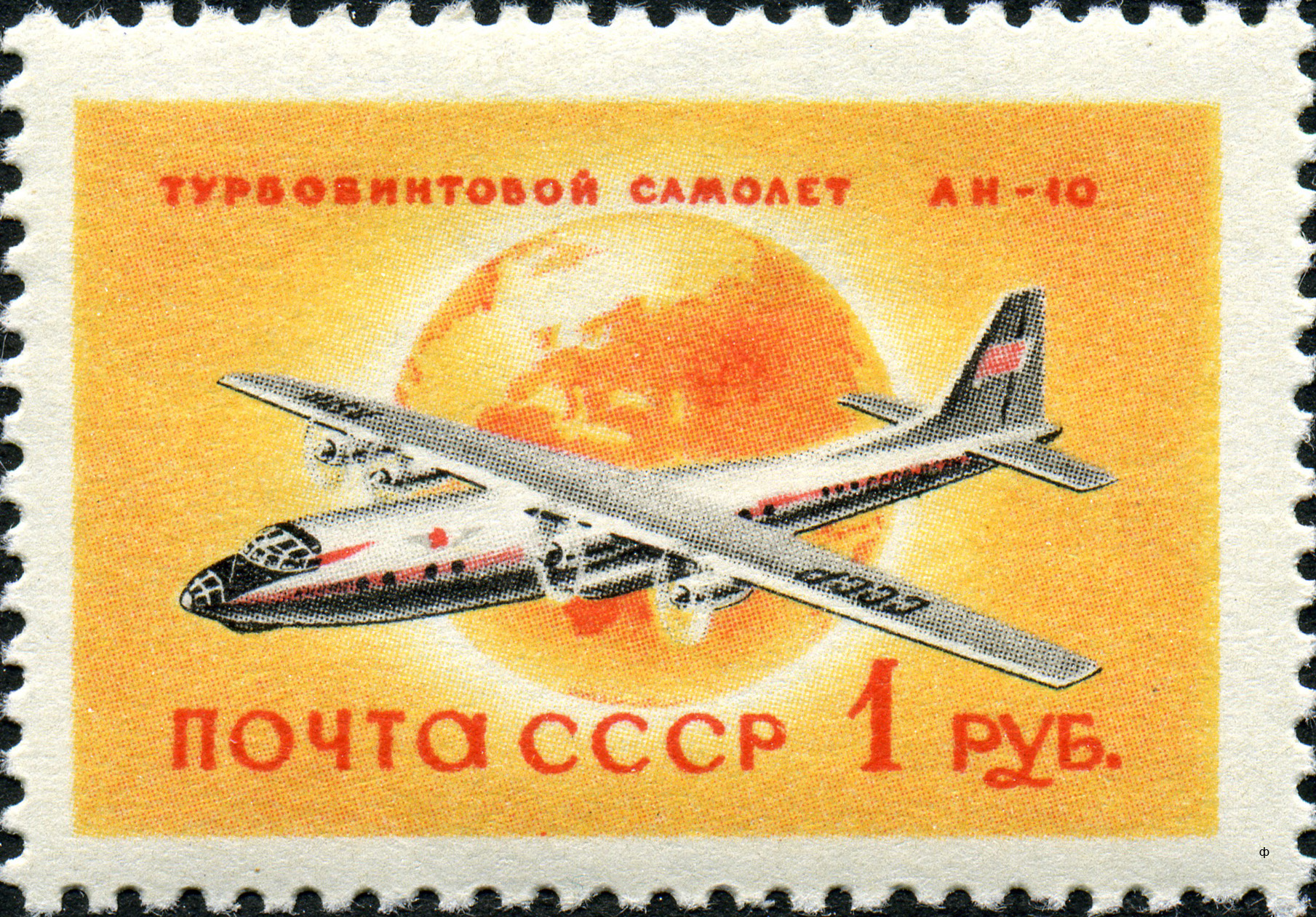
Antonow An-10 auf einer sowjetischen Briefmarke (1958)

Das als Schulterdecker ausgelegte Flugzeug wird von vier Propellerturbinen angetrieben. Die Maschine hat eine Druckkabine von 4,10 m Durchmesser und ein Bugradfahrwerk.
Die Tragflächen weisen eine Trapezform mit einem viereckigen Mittelteil und zwei Endstücken mit leichter Pfeilung auf. Als Auftriebshilfe werden Doppelspaltklappen eingesetzt. In den Tragflächen befinden sich 18 Tanks und weitere vier im Rumpf. Die Gesamtkapazität beträgt 13.580 Liter. Die Triebwerke befinden sich in Verkleidungen vor den Tragflächen und haben ein Feuerlöschsystem.
Das ungebremste lenkbare Bugrad hat eine Reifengröße von 900 mm × 300 mm. Das Hauptfahrwerk hat Reifen der Dimension 1050 × 300 und Scheibenbremsen. Der Radstand beträgt 9,58 m und die Spurweite 4,92 m. Im Heck befindet sich ein einziehbarer Schleifsporn, der Beschädigungen am Rumpf durch Heckanschlag verhindert, wenn beim Starten zu stark gezogen wird.
Sämtliche Flugsteuersysteme sind doppelt ausgelegt. Die Maschine verfügt serienmäßig über einen Autopiloten. Eine APU versorgt am Boden Funk, Hydraulik, Kraftstoffsysteme, Enteisung und Klimatisierung mit Strom. Außerdem stellt sie die Energie zum Starten der Triebwerke zur Verfügung.
Der Rumpf ist in vier Sektionen aufgeteilt, angefangen beim Cockpit, das Platz für die aus Kapitän, Kopilot, Navigator, Funker und Flugingenieur bestehende Besatzung bietet. Als Nächstes folgt die vordere Passagierkabine mit 25 Sitzen und Platz für Gepäck, Küche und Garderobe. Dann folgen zwei weitere Abschnitte für Passagiere mit 45 und 13 Plätzen. Die einzelnen Kabinenabteile werden durch Vorhänge getrennt. Im unteren Rumpfteil befindet sich weiterer Stauraum für Gepäck und Fracht. Be- und Entladen erfolgt dabei durch Öffnungen auf der rechten Rumpfseite.
Die Passagiersitze bestehen aus einem Rahmen, der aus Magnesium- und Aluminiumlegierung gefertigt ist. Sie verfügen über einen Aschenbecher, einen Rufknopf für das Begleitpersonal, eine Verstellmöglichkeit und einen Kopfhöreranschluss.
Die Passagiere können durch zwei Türen auf der linken Seite ein- und aussteigen. Sperrige Fracht kann durch eine Ladetür im hinteren rechten Rumpfbereich ein- und ausgeladen werden. Auf beiden Rumpfseiten befinden sich insgesamt 33 runde Fenster.
Es gab Versuche mit einem speziellen Schnellabstiegsschirm, der es ermöglichte, im Falle eines Druckverlustes der Kabine innerhalb von zwei Minuten von 10.000 m auf 4.000 m zu sinken. Er wurde jedoch nicht in die Serie eingeführt.

## Varianten

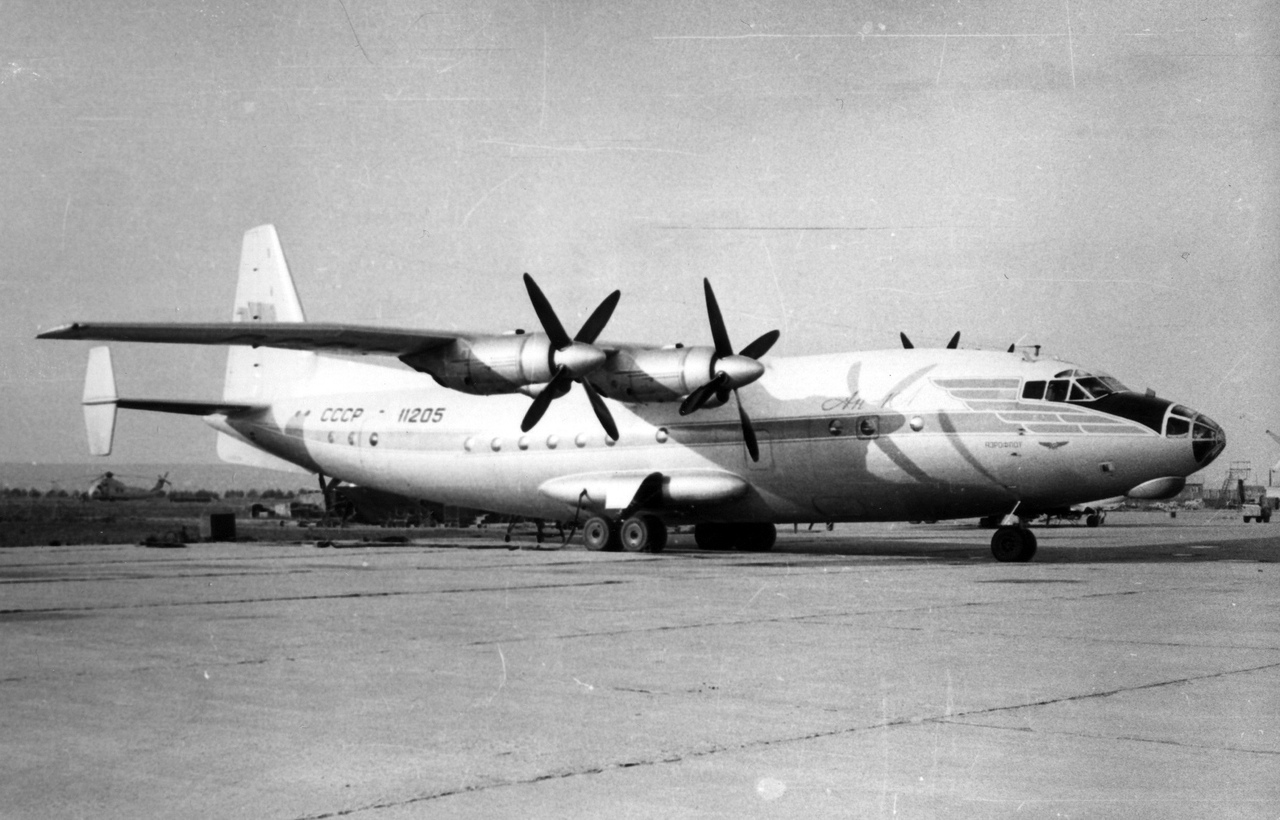
Frühe An-10 mit zusätzlichen Stabilisierungsflossen am Höhenleitwerk

An-10: erste Serienversion mit vier PTL-Triebwerken Kusnezow NK-4 und 84 Sitzplätzen. Ab Juli 1959 im Liniendienst eingesetzt.
An-10A: verbesserte Serienversion von 1957 mit um zwei Meter verlängerten Rumpf, erhöhter Sitzkapazität und verändertem Leitwerk. Ab Februar 1960 im Liniendienst eingesetzt.
An-10AS: eine reine Frachtvariante. Die maximale Zuladung betrug 16.300 kg. Die Maschine wurde aus herkömmlichen Passagiermaschinen umgerüstet. Dabei wurden die Sitze, die Kabinentrennwände und die Gepäckräume ausgebaut. Der Boden und die Rumpfstruktur wurden verstärkt.
An-10B: Variante, in der durch Änderung der Raumaufteilung Platz für 132 Passagiere geschaffen wurde. Dabei kam eine Bestuhlung mit sieben Sitzen pro Reihe (statt sechs) zum Einsatz. Im Mittelteil kamen zwei weitere Sitzreihen hinzu. Komplett neu konstruierte Sitze hielten die Komforteinbußen in Grenzen. Die äußeren Abmessungen der Maschine blieben gleich. Um die bisherigen Reichweiten auch mit der höheren Beladung erzielen zu können, wurden die Tanks im Rumpf vergrößert und vier weitere Tanks in die Tragflächen integriert. Das gesamte Kraftstoffgewicht betrug 15.200 kg. Es wurde nur eine Maschine gebaut.
An-10KP: Variante für die Abfangjagdführung. 1970 wurde eine Maschine dieses Typs umgerüstet. Sie war mit besonderen Kommunikationseinrichtungen und speziellen Arbeitsplätzen für die Bedienung ausgerüstet.
An-10TS: militärische Variante der An-10, bei der bis zu 14 Tonnen Zuladung mitgeführt werden können. Abweichend von der mit einer großen Heckladerampe ausgerüsteten Antonow An-12 musste dabei die Fracht durch die Ladeluke mit einer Abmessung von 1300 mm × 1500 mm in das Flugzeuginnere gebracht werden. Die Maschine hatte eine Transportkapazität von 113 Soldaten oder 60 Fallschirmjägern. Für deren Einsatz war die Kabine mit einem Seil ausgerüstet, in dem die Öffnungsmechanismen eingehakt werden konnten. Die Fallschirmjäger konnten die Maschine durch die Frachttür auf der rechten Seite und die normale Tür auf der linken Seite verlassen. Die Maschine konnte auch für den Verwundetentransport eingesetzt werden und ermöglichte dabei den Transport von 73 auf Bahren liegenden sowie von 20 sitzenden Verletzten. 1959 fiel die Entscheidung, elf Maschinen dieses Typs zu fertigen und den sowjetischen Luftstreitkräften zur Verfügung zu stellen.
An-10W: ein Projekt mit verlängertem Rumpf für die Aeroflot, das bis zu 174 Passagiere 1600 km weit und 128 Passagiere 3000 km weit transportieren sollte. Dazu wurden zwei Rumpfsektionen zu je drei Meter Länge vor und hinter den Tragflächen eingefügt. Diese Variante wurde 1963 untersucht, aber letztlich nicht ausgeführt.
An-16: ein 1957 begonnenes Projekt für eine An-10, die 130 Passagiere über eine Reichweite von 2000 km hätte transportieren sollen. Der Rumpf sollte dabei um drei Meter verlängert werden. Es kam aber zu keiner Ausführung.

## Zwischenfälle
Von der Antonow An-10 wurden von ihrem Erstflug 1957 bis zum Betriebsende 1973 insgesamt 15 Totalschäden der Flugzeuge bekannt. Bei 10 davon kamen 374 Menschen ums Leben. Vollständige Liste:
- Am 29. April 1958 verunglückte eine Antonow An-10 des Herstellerwerks Antonow-Werk Nr. 64 (Luftfahrzeugkennzeichen CCCP-L7256) auf ihrem allerersten Flug. Nachdem 3 der 4 Triebwerke ausgefallen waren, machten die Piloten eine Notlandung auf einem Acker in der Nähe des Startflughafens Pridatscha (Woronesch, Sowjetunion). Die Maschine kollidierte mit einer Uferböschung, wobei das Heck abbrach und der Rest des Flugzeugs auf dem Rücken zu liegen kam. Ein Mitglied der fünfköpfigen Testflug-Besatzung kam ums Leben.[5]

- Am 16. November 1959 verunglückte eine Antonow An-10 der sowjetischen Aeroflot (CCCP-11167) auf dem Inlandslinienflug von Moskau nach Lwiw wegen Vereisung. Die Maschine stürzte im Landeanflug 1400 Meter vom Zielflughafen Lwiw entfernt ab, nachdem die Landeklappen auf die Stellung 45 Grad ausgefahren worden waren. Alle 40 Insassen wurden getötet, acht Besatzungsmitglieder und 32 Passagiere.[6]

- Am 26. Februar 1960, nur drei Monate später, verunglückte eine weitere Antonow An-10A der Aeroflot (CCCP-11180) auf derselben Route. Ebenfalls wegen Vereisung stürzte die Maschine im Landeanflug 1400 Meter vom Zielflughafen Lwiw entfernt in einen Sumpf, nachdem die Landeklappen auf die Stellung 45 Grad ausgefahren worden waren. Dabei kamen 32 der 33 Insassen ums Leben. Es wird angenommen, dass die Höhenflosse vereist war, was zum Kontrollverlust führte.[7]

- Am 27. Januar 1962 stürzte eine Antonow An-10A der Aeroflot (CCCP-11148) einen Kilometer südwestlich des Flughafens Uljanowsk-Baratajewka (Sowjetunion) ab. Auf dem Flug zum Nachtflug-Training ging kurz nach dem Abheben der Propeller Nr. 4 (rechts außen) in den Umkehrschub, woraufhin die Maschine 1090 Meter hinter der Startbahn aufschlug. Von den 14 Insassen wurden 13 getötet, es überlebte nur einer der Auszubildenden; die vier Ausbilder sowie neun Pilotenanwärter kamen ums Leben.[8]

- Am 28. Juli 1962 wurde eine Antonow An-10A der Aeroflot (CCCP-11186) 21 Kilometer südöstlich des Zielflughafens Sotschi (Sowjetunion) in einer Höhe von 610 Metern in einen Hügel geflogen. Bei diesem CFIT (Controlled flight into terrain) wurden alle 81 Insassen, sieben Besatzungsmitglieder und 74 Passagiere, getötet.[9]

- Am 8. Februar 1963 stürzte eine Antonow An-10A der Aeroflot (CCCP-11193) 10 Kilometer östlich des Flughafens von Syktywkar (Sowjetunion) in einen Wald. Die Maschine war auf einem nächtlichen Prüfungsflug im Endanflug, als die Triebwerke 1, 2 und 3 wegen Vereisung der Triebwerkseinläufe ausfielen. Es kam zum Strömungsabriss und Absturz, wobei alle 7 Besatzungsmitglieder, die einzigen Insassen, ums Leben kamen.[10]

- Am 8. August 1968 verunglückte eine Antonow An-10A der Aeroflot (CCCP-11172) auf dem Flughafen Mirny (Sowjetunion). Als während des Landeanflugs das Fahrwerk ausgefahren wurde, fiel das linke Hauptfahrwerk zu Boden. Die Piloten entschlossen sich zu einer Notlandung auf einem unbefestigten Streifen am Flughafen. Nach dem Aufsetzen drehte die Maschine nach links und kollidierte mit einem Fahrzeug. Das Flugzeug wurde irreparabel beschädigt. Alle Insassen überlebten den Unfall.[11]

- Am 12. Oktober 1969 wurde eine Antonow An-10 der Aeroflot (CCCP-11169) auf dem Flughafen Mirny (Sowjetunion) bei der Landung vor der verschobenen Landeschwelle auf der verschneiten Landebahn aufgesetzt. Dabei wurde das Flugzeug irreparabel beschädigt. Alle Insassen überlebten den Unfall.[12]

- Am 15. Mai 1970 stürzte eine Antonow An-10A der Aeroflot (CCCP-11149) auf einem Trainingsflug am Flughafen Chișinău ab. Beim Durchstarten waren zwei der vier Triebwerke abgestellt. Dabei war das Flugzeug außer Kontrolle geraten. Alle 11 Besatzungsmitglieder, die einzigen Insassen, wurden getötet.[13]

- Am 8. August 1970 unternahmen die Piloten einer Antonow An-10A der Aeroflot (CCCP-11188) eine Notlandung in einem Feld 38 Kilometer nördlich vom Flughafen Chișinău, nachdem es im Flug von Winnyzja nach Simferopol zu einem uneingedämmten Triebwerksschaden und Brand an Triebwerk Nr. 4 gekommen war. Bei der Notlandung brach ein Teil des Kabinenbodens ein, wodurch ein Passagier so schwer verletzt wurde, dass er auf dem Weg ins Krankenhaus verstarb. Die übrigen 113 Insassen überlebten (siehe auch Aeroflot-Flug 888).[14]

- Am 31. März 1971 verunglückte eine Antonow An-10 (CCCP-11145) der Aeroflot beim Landeanflug auf den Flughafen Luhansk wegen Strukturversagens (Verlust des rechten Außenflügels). Alle 65 Insassen (acht Mann Besatzung und 57 Passagiere) kamen bei dem Unfall ums Leben (siehe auch Aeroflot-Flug 1969).[15]

- Am 12. Oktober 1971 brach an einer Antonow An-10A der Aeroflot (CCCP-11137) bei der Landung auf dem Flughafen Chișinău das Hauptfahrwerk zusammen. Das Flugzeug wurde irreparabel beschädigt. Alle Insassen überlebten den Unfall.[16]

- Im Februar 1972 (genaues Datum unbekannt) wurde eine Antonow An-10 der Aeroflot (CCCP-11142) auf dem Flughafen Rostow am Don (Sowjetunion) durch ein Feuer zerstört. Menschen kamen nicht zu Schaden.[17]

- Am 30. April 1972 wurde eine Antonow An-10 der Aeroflot (CCCP-11159) bei einer besonders harten Landung auf dem Flughafen Moskau-Wnukowo (Sowjetunion) irreparabel beschädigt. Alle Insassen überlebten den Unfall.[18]

- Am 18. Mai 1972 stürzte eine Antonow An-10A der Aeroflot (CCCP-11215) 24 Kilometer vor dem Zielflughafen Charkiw bei gutem Wetter ab, nachdem beide Tragflächen abgebrochen waren. Alle 122 Personen an Bord der vollbesetzten Maschine wurden getötet, sieben Besatzungsmitglieder und 115 Passagiere. Es war der folgenschwerste Unfall einer An-10. Das elf Jahre alte Flugzeug hatte erst 15.483 Flugstunden und 11.105 Flüge absolviert. Als Ursache wurden Ermüdungsbrüche an der Rumpf- und Tragflächenstruktur festgestellt. Nach weiteren Untersuchungen an anderen An-10, bei denen sich ebenfalls derartige Schäden zeigten, wurde der Typ 1973 aus dem Dienst der Aeroflot genommen (siehe auch Aeroflot-Flug 1491).[19]

## Technische Daten

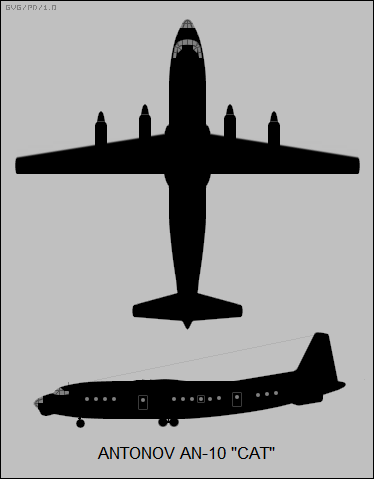
Zweiseitenansicht

| Kenngröße               | Daten (An-10A)                                              |
| ----------------------- | ----------------------------------------------------------- |
| Besatzung               | 5                                                           |
| Passagiere              | normal 100 maximal 132                                      |
| Länge                   | 36,97 m                                                     |
| Spannweite              | 38,00 m                                                     |
| Höhe                    | 9,78 m                                                      |
| Flügelfläche            | 120,00 m²                                                   |
| Flügelstreckung         | 12,0                                                        |
| V-Stellung              | −15°                                                        |
| Rumpfbreite             | 4,07 m                                                      |
| Kabinenhöhe             | 2,50 m                                                      |
| Kabinenvolumen          | 222,00 m³                                                   |
| Frachtraumvolumen       | 42,00 m³                                                    |
| Leermasse               | 30.500 kg                                                   |
| Zuladung                | 24.500 kg                                                   |
| Nutzlast                | 14.500 kg                                                   |
| Startmasse              | 55.000 kg                                                   |
| Flächenbelastung        | 430,00 kg/m³                                                |
| Leistungsbelastung      | 3,27 kg/PS                                                  |
| Reifendruck             | 5,6–6,7 kp/cm²                                              |
| Triebwerke              | vier PTL Iwtschenko AI-20K                                  |
| Leistung                | je 2.942 kW (4.000 PS)                                      |
| Luftschraube            | vier AW-68-Vierblatt, verstellbar, Durchmesser 4,50 m       |
| Tankinhalt              | 12.750 l                                                    |
| Höchstgeschwindigkeit   | 725 km/h                                                    |
| Reisegeschwindigkeit    | wirtschaftlich 630 km/h in 8.000 m Höhe maximal 660 km/h    |
| Landegeschwindigkeit    | 170 km/h                                                    |
| Dienstgipfelhöhe        | 10.000 m                                                    |
| Reichweite              | 1.200 km mit voller Nutzlast 4.000 km mit vollem Tankinhalt |
| Steigleistung           | 10,00 m/s                                                   |
| Reiseflughöhe           | 10.000 m                                                    |
| Start-/Landerollstrecke | 650 m / 500 m                                               |